# Замбоанга-Сібугай
Замбоанга-Сібугай (себ.: Lalawigan sa Zamboanga Sibugay, чав.: Provincia de Zamboanga Sibugay) — провінція Філіппін у регіоні Півострів Замбоанга на острові Мінданао. Адміністративним центром є муніципалітет Іпіль.

## Географія
Площа провінції становить 3 607,75 км2. Адміністративно поділяється на 16 муніципалітетів. Клімат провінції тропічний помірний. Температура протягом року коливається від +22°С до +35°С.
Замбоанга-Сібугай межує на півночі з провінцією Північна Замбоанга, на сході — з провінцією Південна Замбоанга, на південному заході — з містом Замбоанга. На півдні омивається водами затоки Моро.

## Економіка
Основними галузями економіки є виробництво гуми, вирощування та переробка рису і кукурудзи, харчова промисловість, виготовлення меблів з дерева та ротанґа, переробка риби та кальмарів, виробництво бетону, одягу, фабрики з виробництва воску та свічок, виготовлення вапна та інше.